# Serpocaulon appressum
Serpocaulon appressum är en stensöteväxtart som först beskrevs av Edwin Bingham Copeland, och fick sitt nu gällande namn av Alan Reid Smith. Serpocaulon appressum ingår i släktet Serpocaulon och familjen Polypodiaceae. Inga underarter finns listade.